# Systropus trispinosus
Systropus trispinosus är en tvåvingeart som beskrevs av Mario Bezzi 1924. Systropus trispinosus ingår i släktet Systropus och familjen svävflugor.
Artens utbredningsområde är Malawi. Inga underarter finns listade i Catalogue of Life.